# Померија (Јужна Каролина)
Померија (енгл. Pomaria) град је у америчкој савезној држави Јужна Каролина.

## Демографија
По попису из 2010. године број становника је 179, што је 2 (1,1%) становника више него 2000. године.
| Група             | 2000.      | 2010.       |
| Белци             | 96 (54,2%) | 109 (60,9%) |
| Афроамериканци    | 73 (41,2%) | 68 (38,0%)  |
| Азијати           | 0 (0,0%)   | 0 (0,0%)    |
| Хиспаноамериканци | 4 (2,3%)   | 1 (0,6%)    |
| Укупно            | 177        | 179         |